# ウラディミール・エフィムキン
ウラディミル・アレクサンドロヴィチュ・エフィムキン（ラテン文字翻記:Vladimir Alexandrovich Efimkin、1981年12月2日 - ）は、ロシア、クイビシェフ（現 サマーラ）出身の自転車競技ロードレース選手。

## 経歴
双子である、アレクサンドル・エフィムキンもロードレース選手。
アマチュア時代、2004年のジロ・チクリスティコ・デッラ・プロヴィンチア・ディ・コゼンツァで総合優勝（3位はアレクサンドル・エフィムキン）、2003年の世界軍隊選手権・個人タイムトライアル3位などの実績を残す。
2005年、AG2R・ラ・モンディアルと契約を結ぶ。
- ポルトガル一周総合優勝（新人賞も獲得）
- ダンケルク4日間レース総合2位。

2006年
- ジロ・デ・イタリアに初出場（総合39位）。

2007年
- ブエルタ・ア・エスパーニャでは、第4ステージで勝利した他、山岳ステージでも健闘を見せ、総合6位に入る。

2008年
- ツール・ド・フランスでは、ピレネー越えステージの第9ステージで2位でゴールした。その後、1位でゴールしたリカルド・リッコはドーピング発覚により記録が取り消され区間1位となる。その他、ラルプ・デュエズの第17ステージでも健闘し、総合11位に入った。